# Gröna Lund
Koordinaten: 59° 19′ 24″ N, 18° 5′ 47″ O
Gröna Lund (schwedisch für grüner Hain) oder Grönan (schwedisch für das Grüne) ist ein Vergnügungspark in Stockholm auf der Halbinsel Djurgården, den im Jahr 2014 rund 1,5 Millionen Besucher aufsuchten.
Gröna Lund besitzt nicht nur Fahrgeschäfte, sondern auch Theater und Bühnen für Auftritte. Auf den Bühnen waren und sind viele nationale und internationale Prominente zu Gast, wie u. a. schon Louis Armstrong, Benny Goodman, The Beatles, Paul McCartney und Jussi Björling. Bis in die 1970er-Jahre trat jeden Sommer der schwedische Musiker Evert Taube auf und spielte selbstkomponierte Lieder auf seiner Laute.
Gröna Lund wird durch die Kleine Allee (Lilla Allmänna Gränd) in zwei Abschnitte, das alte und das neue Areal, unterteilt. Ein kleiner „Spanische Treppe“ genannter Brückenbau quert die „Lilla Allmänna Gränd“ und verbindet beide Seiten des Parks miteinander. In diesem Bereich befindet sich auch das Restaurant Tirol. Gröna Lund hat auch eine Baugenehmigung für die Erweiterung des Parks um den bestehenden Parkplatz auf der anderen Seite der „Allmänna gränd“ (zu deutsch etwa Öffentliche Gasse/Allee) im Norden.
Der Park hat von Ende April bis Mitte September geöffnet. Von 2005 bis 2008 war er zusätzlich von Ende November bis Weihnachten für einen knappen Monat für Besucher offen, wobei es neben einigen Fahrgeschäften auch einen Weihnachtsmarkt gab. 2009 beschloss man, dies nicht mehr fortzuführen.

## Geschichte
Im Jahr 1883 pachtete der Deutsche Jacob Schultheiss das Gebiet, um dort einen Vergnügungspark mit „Karussellen und anderen Vergnügungsanordnungen“ einzurichten. Im selben Jahr wurde der Park eingeweiht, er ist damit der älteste und, neben Liseberg, der bekannteste Vergnügungspark Schwedens. Der Name „Gröna Lund“ war ursprünglich der Name eines kleinen Gartens und später einer Taverne zwischen Mjölnargården und dem Bellmannhuset in Djurgårdsstaden. Dieses Gasthaus wird bereits in den Fredmans Episteln von Carl Michael Bellman (1740–1795) erwähnt.
Gegenüber Gröna Lund gab es auf der anderen Seite der Gasse bis 1957 einen konkurrierenden Vergnügungspark namens „Nöjesfältet“.
Die Familie Lindgren, Nachkommen der Schultheiss’, führte das Geschäft von Gröna Lund bis zum Jahre 2001. Anschließend wurde es von Parks & Resorts Scandinavia übernommen, die u. a. den Tierpark Kolmården, Furuvik und das Skara Sommarland betreiben.
Am 25. Juni 2023 entgleiste ein Wagen der Achterbahn Jetline. Dabei kam eine Person ums Leben, neun weitere Personen wurden verletzt.

## Historische Bilder

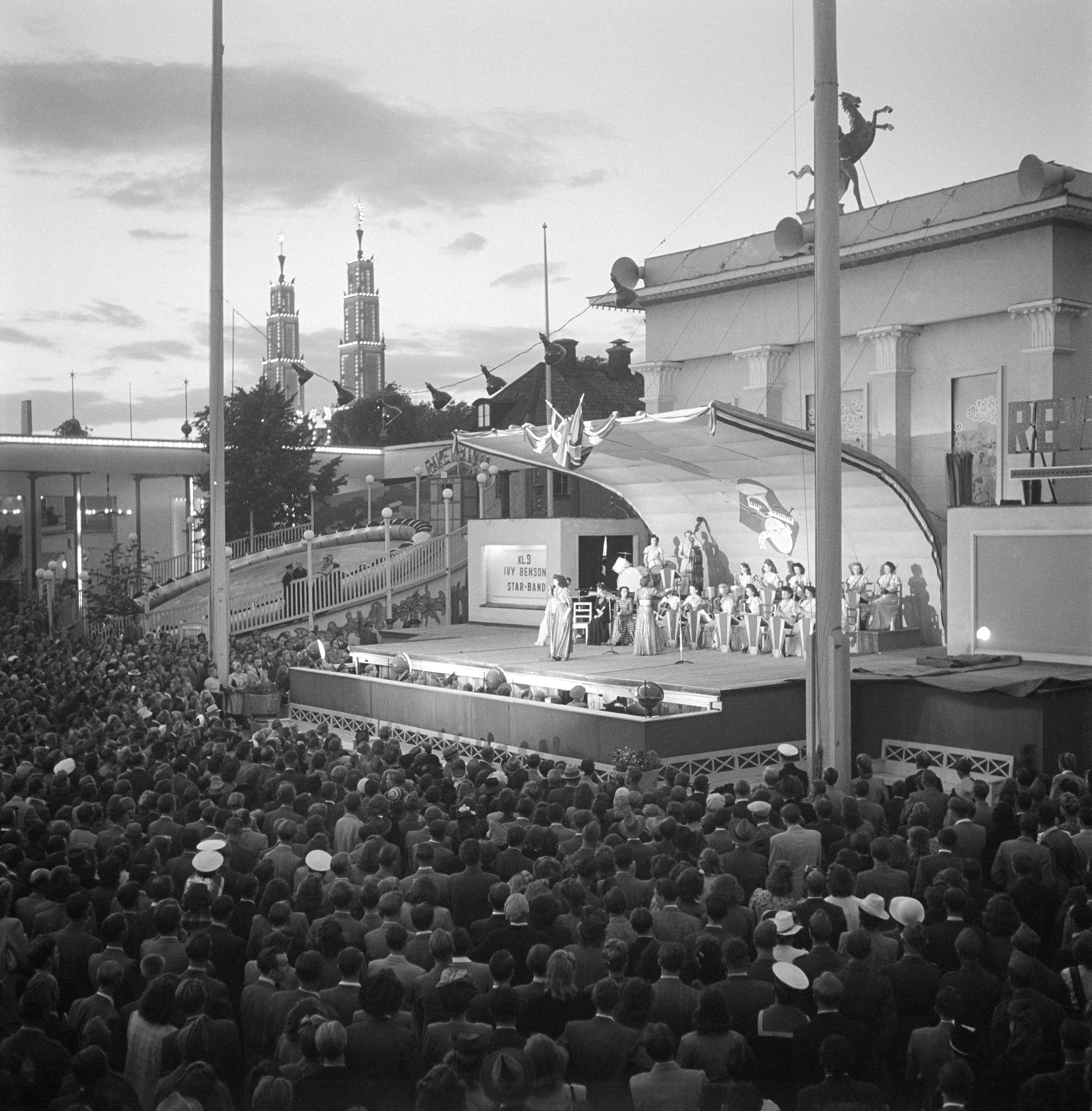
Die große Bühne (1946)
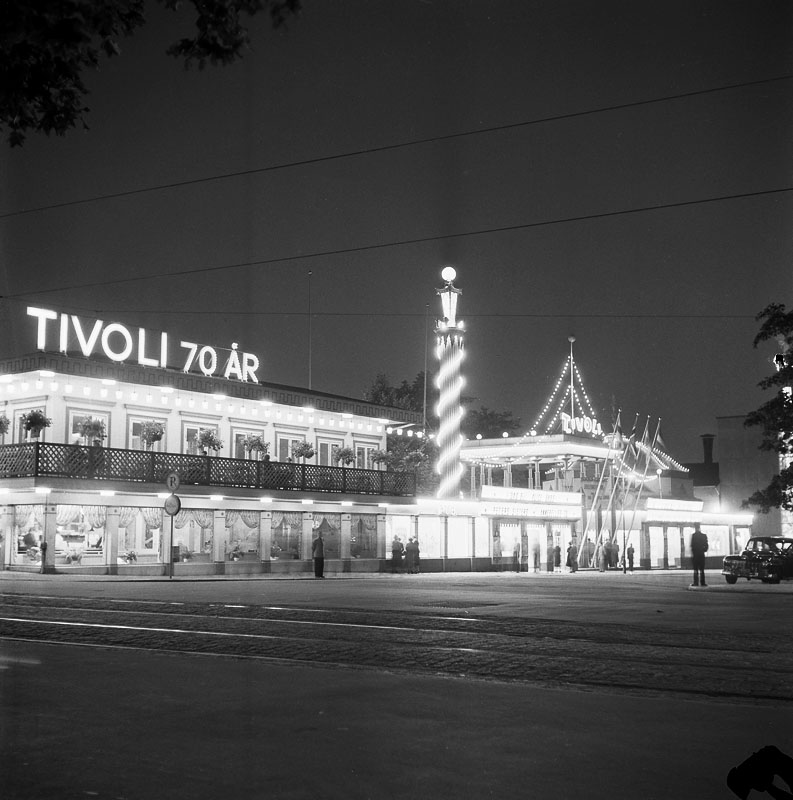
„Grönan“ feierte das 70. Jubiläum (1953)
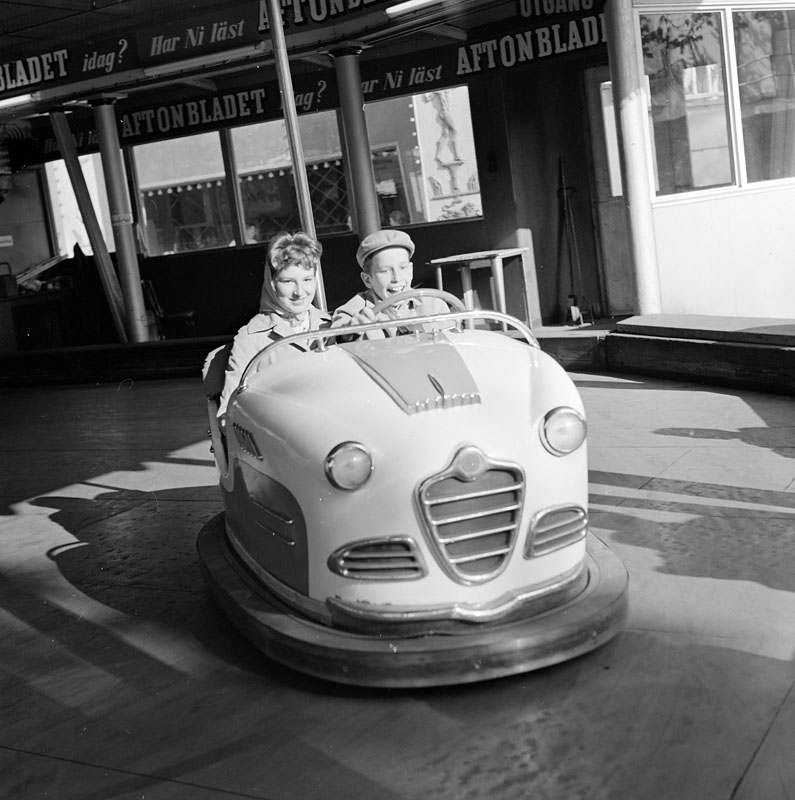
„Radiobilen“ (dt. Funkauto, 1960)
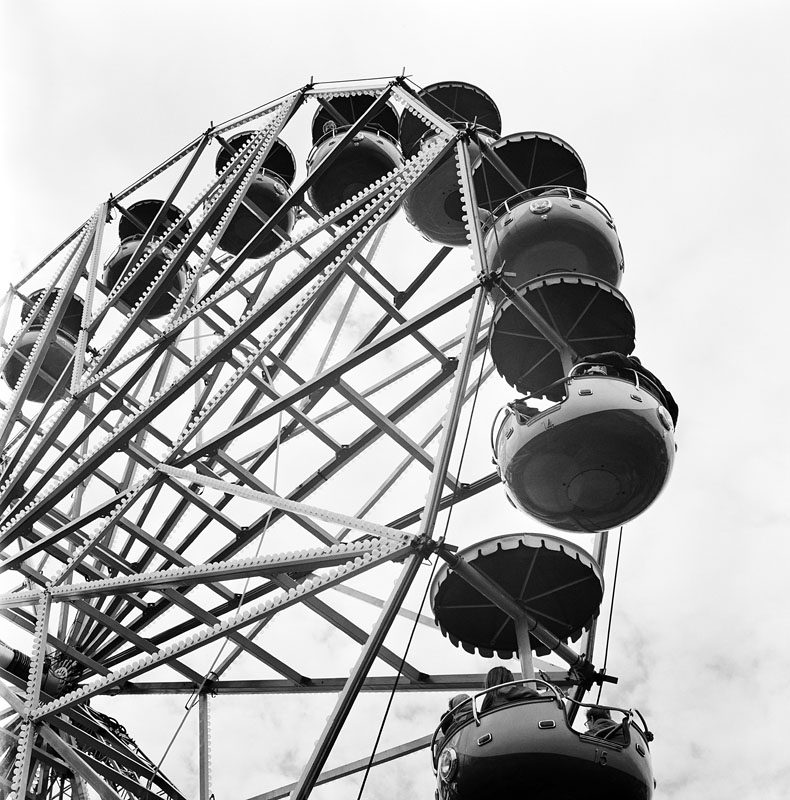
„Riesenrad“ (1961)

## Attraktionen

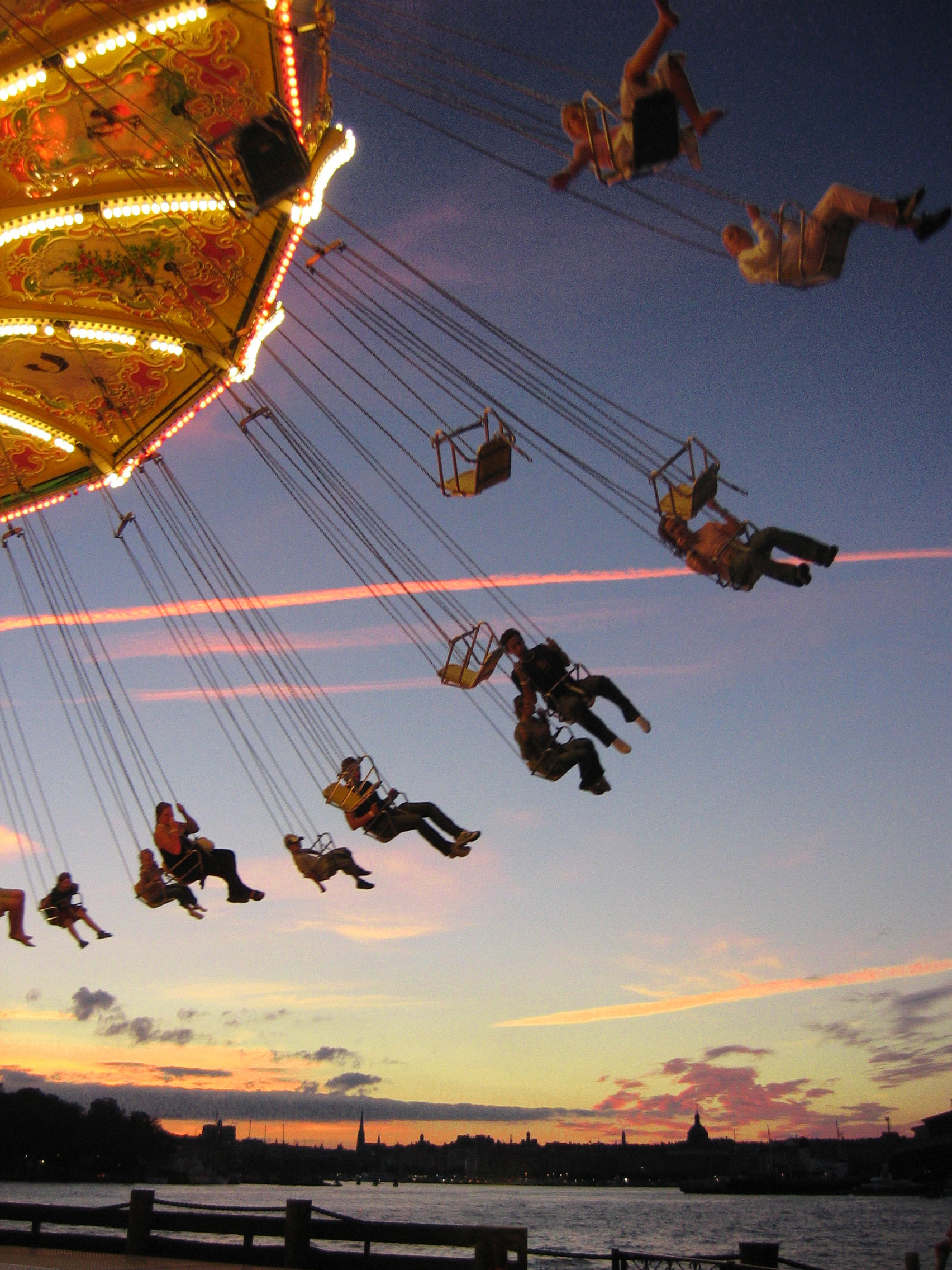
Kättingflygaren (dt. Kettenflieger, 2005)

### Achterbahnen
| Name            | Typ                                   | Hersteller                 | Eröffnungsjahr | Bemerkungen | Weblinks |
| --------------- | ------------------------------------- | -------------------------- | -------------- | --- | -------- |
| Insane          | 4th-Dimension-Coaster                 | Intamin                    | 2009           | Fuhr im Eröffnungsjahr unter dem Namen Tele2 Insane. Eine baugleiche Anlage wurde 2011 als Green Lantern: First Flight in Six Flags Magic Mountain, die dort bis 2017 ihre Runden fuhr. |          |
| Kvasten         | Suspended Coaster, Familienachterbahn | Vekoma                     | 2007           | Die Bahn war der Prototyp der 395-m-Version vom Suspended Family Coaster. Seit der Eröffnung von Kvasten wurden sechs weitere baugleiche Anlagen eröffnet.                              |          |
| Monster         | Inverted Coaster                      | Bolliger & Mabillard       | 2021           | Ist zurzeit der einzige existierende Inverted Coaster in Schweden. |          |
| Nyckelpigan     | Familienachterbahn                    | Zierer Rides               | 1976           | |          |
| Tuff-Tuff Tåget | Familienachterbahn                    | Zamperla                   | 2010           | |          |
| Twister         | Holzachterbahn, Hybrid Coaster        | Gravitykraft Corporation   | 2011           | |          |
| Vilda Musen     | Stahlachterbahn ohne Inversionen      | Gerstlauer Amusement Rides | 2003           | |          |

#### Ehemalige Achterbahnen
| Name           | Typ                                 | Hersteller                          | Eröffnungsjahr | Schließungsjahr | Bemerkungen | Weblinks |
| -------------- | ----------------------------------- | ----------------------------------- | -------------- | --------------- | --- | -------- |
| Bergbana       | Holzachterbahn                      | unbekannt                           | 1931           | 1965            | Fuhr zeitweise unter dem Namen Tornbana. Ursprünglich wurde die Bahn im Jahr 1930 als Berg och dalbanan auf der Stockholm Exhibition eröffnet.           |          |
| Blauer Enzian  | Powered Coaster, Familienachterbahn | Mack Rides                          | 1980           | 1982            | |          |
| Bobsleighbanan | Holzachterbahn                      | unbekannt                           | 1934           | 1934            | |          |
| Jet Star II    | Stahlachterbahn ohne Inversionen    | Schwarzkopf GmbH                    | 1982           | 1983            | |          |
| Jetline        | Stahlachterbahn ohne Inversionen    | Zierer Rides, Schwarzkopf GmbH, BHS | 1988           | 2023            | Fuhr in den Jahren 2002 und 2003 unter dem Namen Berg- och Dalbanan. Am 25. Juni 2023 kam es zu einem schweren Unfall. Seitdem ist die Bahn geschlossen. |          |
| Radar          | Stahlachterbahn ohne Inversionen    | Schwarzkopf GmbH                    | 1965           | 1981            | Wurde anschließend von 1981 bis 2008 als Jumbo Jet in Ölands Djur & Nöjespark betrieben.                                                                 |          |
| Thriller       | Stahlachterbahn mit Inversionen     | Schwarzkopf GmbH                    | 1996           | 1996            | Siehe Hauptartikel. |          |

### Fahrgeschäfte und andere Attraktionen
- Barnradiobilarna
- Bläckfisken
- Blå tåget (Geisterbahn)
- Cirkuskarusellen
- Top Scan|Extreme
- Flygande Mattan
- Flygande Elefanterna
- Fritt Fall
- Fritt Fall Tilt
- Katapulten
- Kärlekstunneln
- Kättingflygaren
- Lilla Fritt Fall
- Lilla Pariserhjulet
- Lustiga Huset
- Lyktan
- Pettson & Findus Värld
- Pop-expressen
- Radiobilarna
- Rock-Jet
- Skrattkammaren
- Spökhuset
- Snake
- Tekopparna
- Tivolitrucken
- Veteranbilarna